# David Lebuser
David Lebuser (* 12. September 1986 in Frankfurt (Oder)) ist ein deutscher Extremsportler. Er ist der erste professionelle Rollstuhl Skater in Deutschland. Nebenbei bietet er auch WCMX Workshops (Abkürzung analog zu BMX, hier wheelchair motocross) für andere Rollstuhlfahrer in Deutschland an. Im Alter von 21 Jahren wurde er querschnittgelähmt, nachdem er in einen Treppenschacht gestürzt war.

## Kindheit und Ausbildung
Lebuser ist in Frankfurt (Oder) aufgewachsen. Er besuchte zunächst eine Sportschule in Frankfurt (Oder) und erlangte im Jahr 2003 seinen Abschluss an einer Sekundarschule. Er arbeitete als Maler und Lackierer und ging an das Oberstufenzentrum in Frankfurt (Oder). Bevor er im Jahr 2010 nach Berlin zog, arbeitete er als Kundenberater. Er machte seitdem einige Berufspraktika, unter anderem in Helsinki, Finnland.

## Unfall und Rehabilitation
Am 28. August 2008, verletzte sich Lebuser an der Wirbelsäule, nachdem er in einen Treppenschacht zwei Stockwerke tief gefallen war. Er versuchte, das Treppengeländer nach der Geburtstagsparty eines Freundes herunter zu rutschen. Er ist seitdem querschnittgelähmt und hat eine Fraktur des ersten Lendenwirbels (L1). Während seiner Zeit im Krankenhaus und der Reha, fanden die Sommer-Paralympics 2008 in Peking statt, sodass Lebuser bald merkte, dass man viel mehr machen kann, als nur im Rollstuhl herumgefahren zu werden. Noch als er im Krankenhaus war, zeigte ihm ein Freund ein YouTube-Video von Aaron Fotheringham, wie er einen Backflip im Rollstuhl machte, was ihn dazu brachte, in Skateparks zu gehen und mit dem Rollstuhl Skaten anzufangen. Noch während der Reha fing er auch an, Rollstuhlbasketball zu spielen.

## Karriere
Seit 2012 nahm Lebuser jedes Jahr an der WCMX Weltmeisterschaft, bis 2014 auch bekannt als Life Rolls On "They Will Skate Again", in Venice, Kalifornien teil. Im Jahr 2012 wurde er Dritter in der WCMX Gruppe und Fünfter insgesamt. Im Jahr 2013 platzierte er ebenfalls den 3. Platz. 2014 konnte er die Gesamtwertung für sich entscheiden und gewann in der Kategorie "Best Overall Run".
Seit 2015 fand die WCMX Weltmeisterschaft in Irvine, Texas, USA, statt. In den Jahren 2015, 2016 und 2017 wurde Lebuser ebenfalls jeweils Dritter. Im Jahr 2018 wechselte die Weltmeisterschaft wieder nach Kalifornien und fand in Fontana statt. Lebuser wurde dort wieder Dritter.

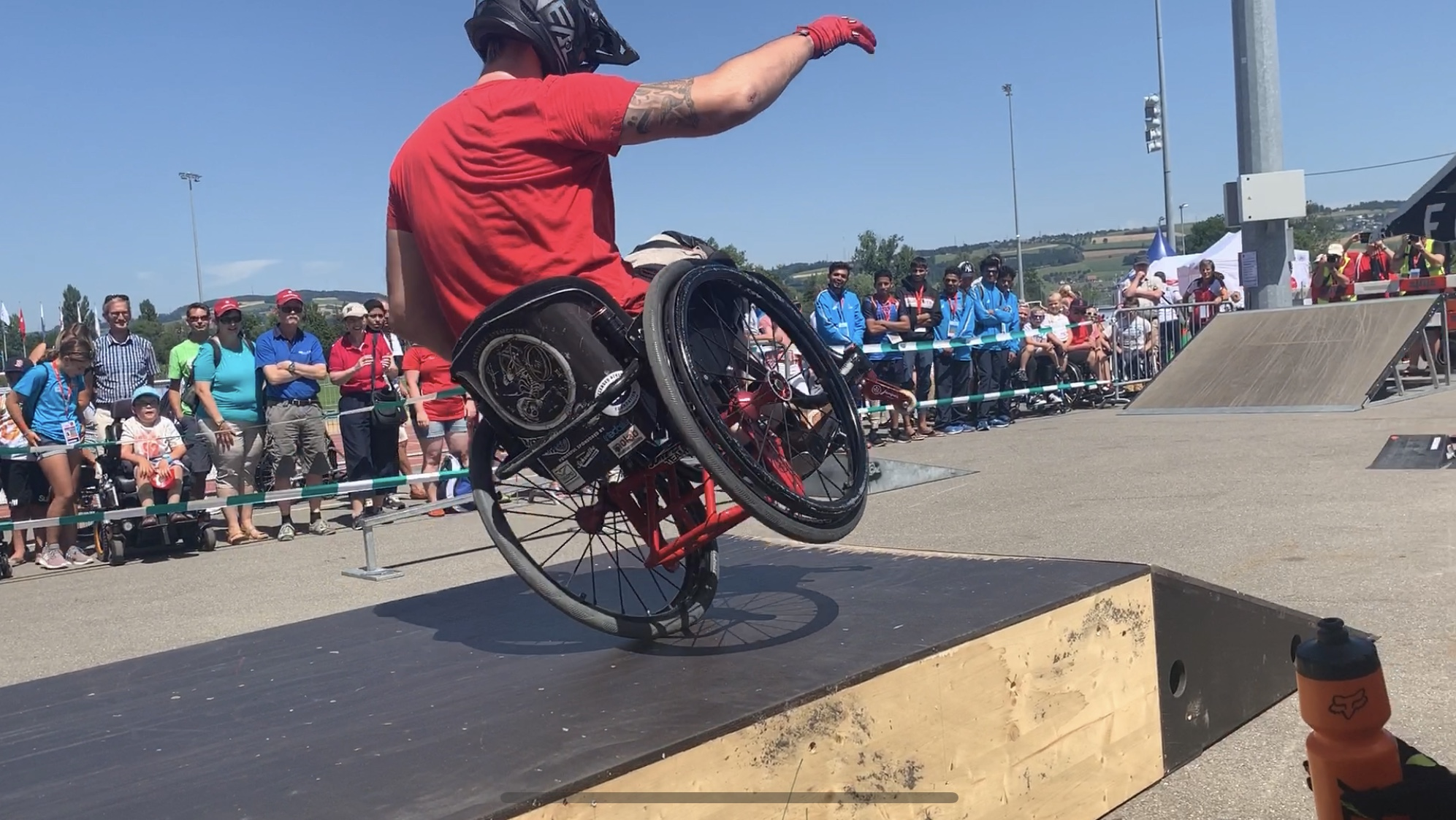
David Lebuser bei einer WCMX Veranstaltung in Nottwil, Schweiz

Im Jahr 2013 veranstaltete er Deutschlands ersten "Chairskating-Workshop" gemeinsam mit dem Deutschen Rollstuhl Sportverband (DRS) und UTE e.V. Im Anschluss begann er, Workshops für andere Rollstuhlfahrer an verschiedenen Orten in Deutschland zu halten. Vorher gab es außer ihm keine anderen Chairskater in Deutschland. Er hat außerdem eine Actionsport-Abteilung beim Deutschen Rollstuhl-Sportverband (DRS) gegründet. Heute heißt die Sportart eigentlich überall WCMX.
Lebuser benutzt für seinen Sport einen speziellen WCMX-Rollstuhl, der Marke Jumper Wheelchairs aus Brasilien. Früher ist er auch mit anderen Skaterollstuhl Herstellern gefahren. Der Rollstuhl hat die Besonderheit, dass er über eine Federung an allen vier Rädern verfügt und stabiler als ein Alltagsrollstuhl ist, außerdem ist er gefedert. Dies ermöglicht ihm, ähnliche Tricks wie Skateboarder oder BMXer zu machen, da damit Landungen abgefedert werden. Im Alltag benutzt er einen festverschweißten Aktivrollstuhl nach Maß.

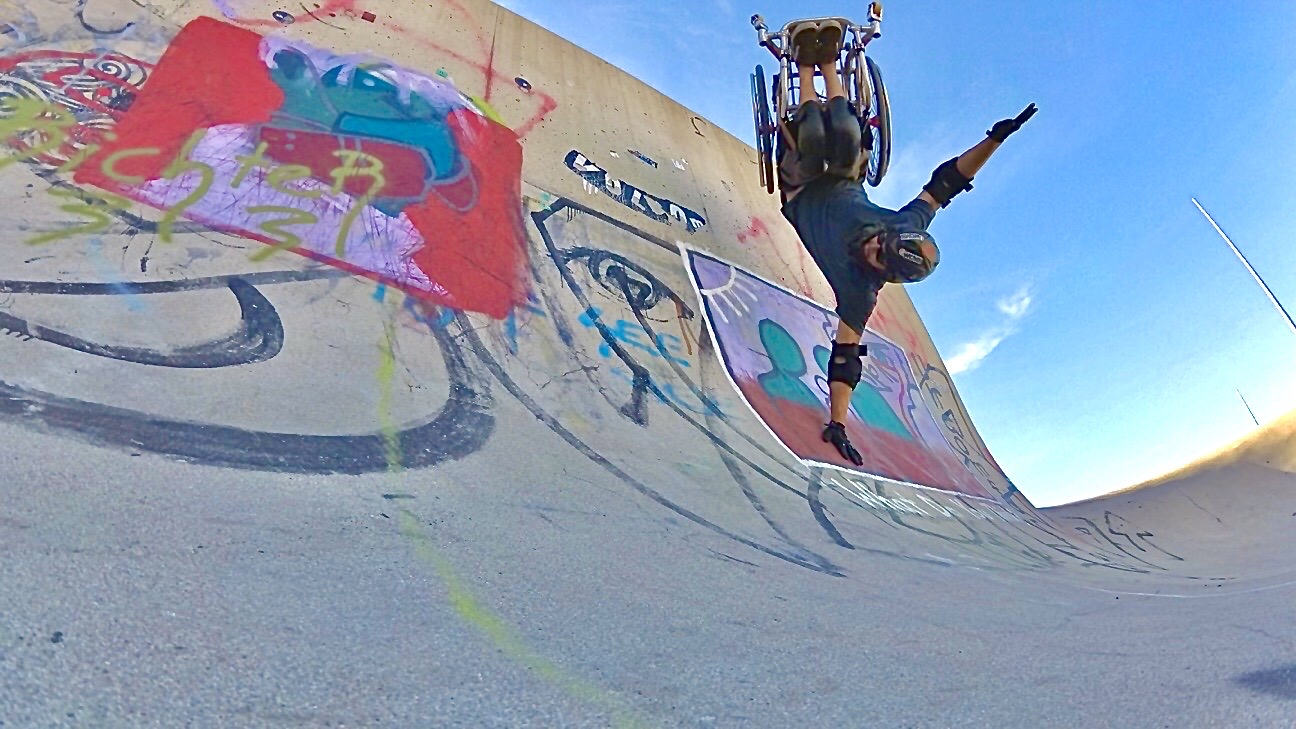
David Lebuser bei einem Handplant mit seinem Rollstuhl

In den Jahren 2018 und 2019 wurde Lebuser Deutscher Meister im WCMX, welche seit 2018 erstmals ausgetragen worden sind. Sein schwierigster Trick ist der sogenannte Handplant, wo der Rollstuhl kurz über einem ist und man sich nur mit der Hand auf der Rampe abstützt.